# Лейн, Нора
Но́ра Лейн (англ. Nora Lane), урождённая — Но́ра Бе́ннетт Ши́ллинг (англ. Nora Bennett Schilling; 12 сентября 1905, Честер, Иллинойс, США — 16 октября 1948, Глендейл, Калифорния, США) — американская актриса

.

## Биография и карьера
Нора Беннетт Шиллинг, позже известная как Нора Лейн, родилась 12 сентября 1905 года в Честере (штат Иллинойс, США) в семье немецких иммигрантов Луизы (позже Луи) и Марии Шиллинг. Её отец работал менеджером City Hotel в Честере. У неё было четверо братьев и сестёр: Алма, Эмма/Эдна, Пол и Хьюберт (Герберт). Она училась в школе под Сент-Луисом.
Некоторое время поработав моделью после получения образования, она отправилась навестить подругу в Калифорнию, где была замечена кем-то из киноиндустрии. Она успешно прошла кинопробы и начала играть небольшие роли в немых фильмах в 1927 году, взяв фамилию Лейн. За свою 17-летнюю кинокарьеру она сыграла более 80 фильмов.
В своей частной жизни она была отмечена как отличный пловец и выиграла много наград. 5 августа 1931 года она и её коллеги Уорнер Бакстер и Эдмунд Лоу попали в железнодорожную катастрофу в 20 милях к востоку от Юмы, штат Аризона, но им удалось избежать серьёзных травм, в то время, как в катастрофе погибло два железнодорожника, шестнадцать человек было ранено, восемь из которых серьёзно. В 1941 году она вышла замуж за Бурдетт Хенни (1902—1948) и в 1944 году ушла из кино. Они жили в счастливом браке, пока 16 сентября 1948 года не случилась трагедия, когда они отправились на рыбалку в Бишоп, штат Калифорния, во время которой 46-летний муж Норы внезапно умер от сердечного приступа. 16 октября 1948 года, ровно через месяц после смерти Бурдетта, убитая горем вдова застрелилась, оставив записку своему пасынку, в которой написала, что не смогла продолжать жить без мужа. Лейн было 43 года.

## Избранная фильмография
| Год  |   | Русское название    | Оригинальное название | Роль         |
| ---- | - | ------------------- | --------------------- | ------------ |
| 1930 | ф | И в дождь, и в зной | Rain or Shine         | Грейс Конуэй |